# Tromodesia pictipennis
Tromodesia pictipennis är en tvåvingeart som först beskrevs av Kugler 1978.  Tromodesia pictipennis ingår i släktet Tromodesia och familjen gråsuggeflugor.
Artens utbredningsområde är Israel. Inga underarter finns listade i Catalogue of Life.